# Lamá
Luís Mamona João (nacido el 1 de febrero de 1981 en Luanda, Angola), apodado Lamá, es un futbolista angoleño que actualmente juega para Atlético Petróleos Luanda.

## Selección nacional
Ha sido internacional con la Selección de fútbol de Angola en nueve ocasiones.

## Trayectoria
| Club                      | País   | Año   |
| ------------------------- | ------ | ----- |
| Atlético Petróleos Luanda | Angola | 2001- |

- Datos: Q603442